# 乙音の部屋
『乙音の部屋』（おとねのへや、英題：otone's room）は、エンタ!371で放送されていたバラエティ番組である。2007年1月2日放送開始。2009年6月4日終了。

## 番組概要
2007年1月2日放送開始の乙音奈々の冠番組。お笑いコンビ・ずんの2人をアシスタントに、月に一度放送するトークバラエティー番組であった。2009年6月4日に終了。2008年3月4日までは「h.m.pプレゼンツ」が副題につき、同社がスポンサーについていた。

## 出演者

### レギュラー
- 乙音奈々
- ずん（飯尾和樹、やす）

## 放送リスト
| 放送回 | 初回放送日    | おもな企画                             | ゲスト                                     |
| ------ | ------------- | -------------------------------------- | ------------------------------------------ |
| #1     | 2007年 1月2日 | お正月トーク第1弾                      | 涼華りょう、香坂杏奈                       |
| #2     | 2月4日        | 好評第2回                              | 倖田梨紗、坂爪                             |
| #3     | 3月4日        | レースクイーンとトーク                 |                                            |
| #4     | 4月3日        | 大先輩登場                             | nao.                                       |
| #5     | 5月1日        | トークの達人飯尾 、ボケの狼やす        | 竹内あい                                   |
| #6     | 6月5日        | 合コントーク                           | 竹内あい、涼華りょう、                     |
| #7     | 7月4日        | 熱海でコンパニオンと遊ぶ               | 綾波セナ                                   |
| #8     | 8月6日        | 熱海遊び後編                           | 綾波セナ                                   |
| #9     | 9月3日        | トーク総集編                           |                                            |
| #10    | 10月3日       | 復活、乙音クイズ                       | 千堂ゆりあ、志村玲子                       |
| #11    | 11月7日       | 桃の天然水                             | 高原智美                                   |
| #12    | 12月5日       | 今年最後の乙音の部屋                   | 小西那奈                                   |
| #13    | 2008年 1月3日 | 新春特別企画・大喜利大会               | 今野梨乃                                   |
| #14    | 2月5日        | 下着エプロン妻の妄想誘惑対決           | 安藤れい、わさびちゃん                     |
| #15    | 3月4日        | 爆笑総集編                             |                                            |
| #16    | 4月2日        | リニューアルスペシャル・勝手に柔道教室 | 桐島しおり                                 |
| #17    | 5月4日        | 飯尾の料理企画!                        | 荒井えみ                                   |
| #18    | 6月1日        | プロポーズコントしよう!                | 美藤れん                                   |
| #19    | 7月1日        | 粘土でおっぱいを作ろう                 | 小峰ひなた                                 |
| #20    | 8月3日        | 〇ュージックステーション               | DOTTO、WASABI、NON、CAPE、REN              |
| #21    | 9月2日        | ○ュージックステーション2               | DOTTO、WASABI、NON、CAPE、REN              |
| #22    | 10月4日       | ゲーム大会しよう!                      | 小峰ひなた、くるみ                         |
| #23    | 11月1日       | 乙音奈々のシロウト マジックショー～    | 美咲みゆ                                   |
| #24    | 12月3日       | 2周年記念トーク                        | 涼                                         |
| #25    | 2009年 1月3日 | 脱衣大喜利大会                         | 松浦ひろみ                                 |
| #26    | 2月4日        | 体位でトーク                           |                                            |
| #27    | 3月4日        | 催眠術を憶えたからかけさせて           |                                            |
| #28    | 4月2日        | ピンクマン登場!                        | ピンクマン（天野あい、早川貴子、美藤れん） |
| #29    | 5月4日        | 開催ピンクマンショー!                  | ピンクマン（天野あい、早川貴子、美藤れん） |
| #30    | 6月4日        | 「オナニー」                           |                                            |

## スタッフ
- 企画協力：ゼロサムプロダクション、浅井企画
- 制作著作：つくばテレビ